# 環 (小說)
《星環》是衛斯理系列中的一個科幻小說故事，首次刊登於1970年10月30日，並在同年的12月27日公佈結局。此作品在1986年連同作者倪匡的另一作品《鬼子》為一書，以《鬼子》之名（編號為33）共同出版。講述一個屏棄了邪惡人性，早已沒有紛爭的外星球上的人類文明，其人性歷史是一個大環，到頭來仍然回到原點的故事。

## 故事大綱

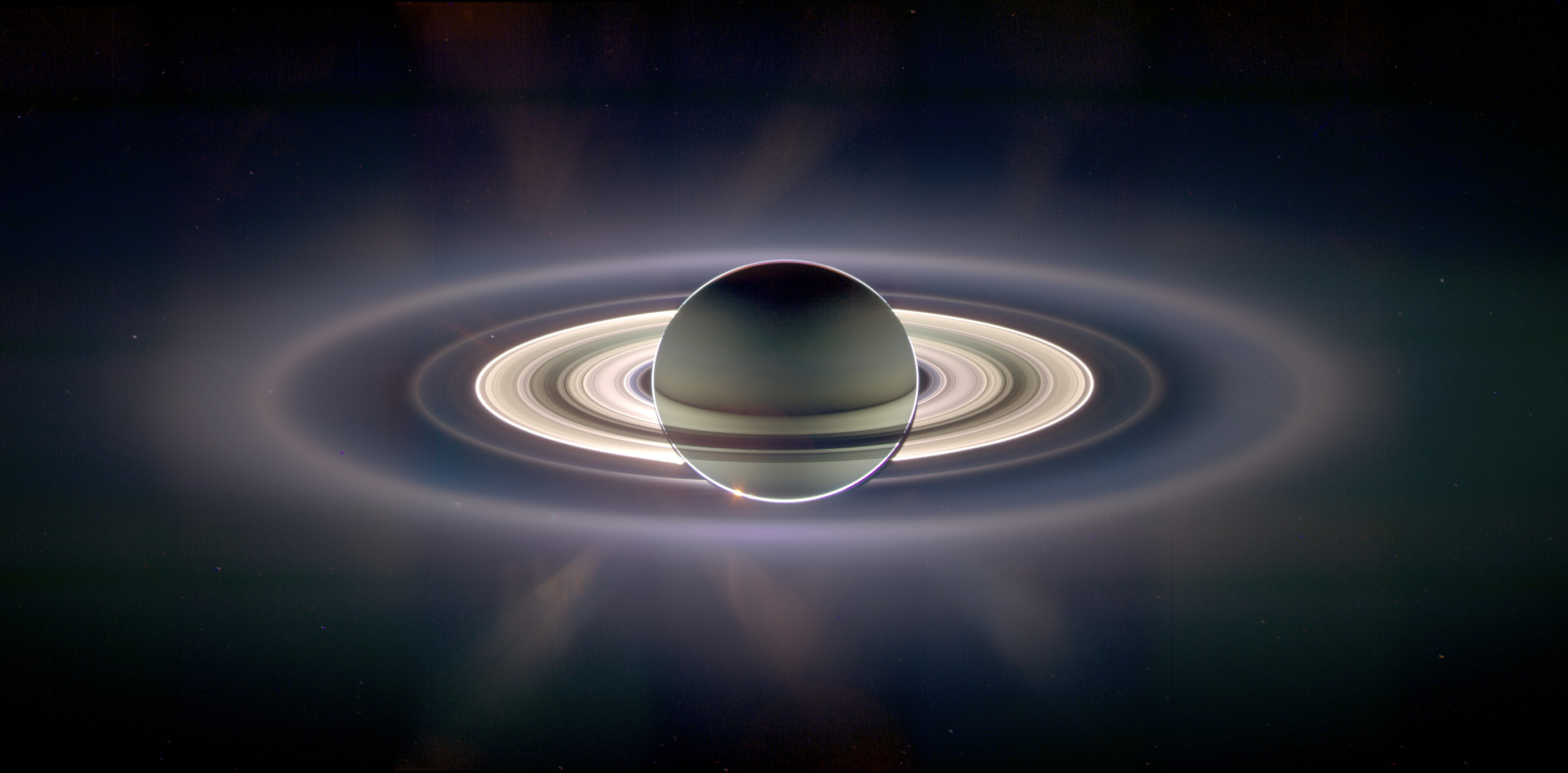
故事牽涉一個居住於土星環的人類文明

### 神秘的圓環
某天，主角衛斯理收到一位自稱姓雷的陌生女子的來電，約他在一家餐廳中見面，因為她有十分重要的事要告訴衛斯理。故此，衛斯理就在那餐廳等候她，但是過了半小時有多，那位女子依然未有現身，就在他繼續等下去時，一位男子致電餐廳，粗暴地表示約會已經取消，衛斯理認為可能是惡作劇，但不以為意，決定在餐廳內進餐後才離開。當衛斯理進餐後打算結帳時，姓雷的陌生女子，又致電到餐廳找衛斯理，叫衛斯理一定要在餐廳等她到來。十分鐘後，一位女子匆匆地奔往餐廳，並撞向餐廳的玻璃門後，倒在地上，衛斯理將她扶到沙發上，與餐廳中的一位醫生向這位女士進行急救，但那女子不久後，證實已經死亡。衛斯理回家後發現衣服口袋中，多了一個黑色圓環，使他感到極大的興趣，衛斯理認為這環，是那女子死前放進他的衣袋內，以使他追查這個神秘事件。

### 屍體神秘消失
後來雷姓女子的屍體在殮房火災後消失了。幸好，在驗屍前有拍下死者手臂的相片。衛斯理從負責這案件的傑克上校中得悉這事後駕車到警局去，途中忽然有一男子向他攻擊。同時衛斯理發現了向他攻擊的男子，也有一個同樣的環。到了警局後，傑克上校向衛斯理展示那女子的相片，使他們驚訝的是，女子的手臂有像魚類的鱗片。就憑這一點。加上女士的屍身突然不知所終，所以兩人認為這女子可能不是地球人。在離開警局後，之前企圖襲擊衛斯理的男子再次出現，但這男子被衛斯理發現後不久，就被他的同黨殺死。為此傑克上校來到現場，衛斯理也把他取得的其中一個環，給予傑克上校研究，警方化驗室的王主任，發現它是一個磁性鎖匙的鑰匙。而那男子的屍體，也同樣意外消失。

### 神秘的一群人
衛斯理回家後，發現有人指使一名小偷企圖偷走神秘圓環。為了解開這謎團，衛斯理利用這小偷，捉到幕後集團的指使者，他們的其中一人，被衛斯理逼問，並從他的口中得知，他們的基地在雲崗。來到雲崗，衛斯理發現這兒海邊有一座突出的洋房，並發現這洋房沒有馬路可接通、非常偏僻、守衛深嚴，而且不時有外人進出，使衛斯理更確定這洋房有問題。

### 奇怪的屋子
當天晚上，衛斯理暗探這洋房，發現它空無一物，並看到有人利用一個他之前所得的圓環，貼上牆壁的縫隙中，使暗門開啟。衛斯理也用同樣方法開啟了暗門，並進入其中。經過一個「大子彈」形的交通工具，最後他抵達了一個機場，看到周圍的人都和他外貌相同，但這兒的語言和文字他都絲毫不能理解。這時候，有一人發現他是陌生人，並帶他到一間住宅中。途中，他發現了這兒和人類的世界極為相似，有同樣的花、同樣的建築物等。隨後，這人告訴他，他們身處於土星的大環太空站上，這個環境的空氣與地球完全一樣，所不同的是這個環境的氧氣比例比較高，氮氣較少。而他們是土星環上的人，並且同樣是人類，不同的是，他們擁有高度智慧的祖先，在二十萬年前，因不滿另一群人類（即之前的猿人；現在的地球人）貪婪、自私的一面，而用太空船移居到土星環上。在他們祖先們離開後，地球的最高氣溫上升、空氣中的氮氣增加（所以派回地球的人長出了鱗片），氣候變遷使地球上的水減少、細菌增多， 人類因此自食其果。反之，土星環一直向高科技發展，有高尚的道德，並絕對的禁止地球人到訪，以免污染當地人潔淨的心靈，違者處死。他們預備將來移民地球，同時他們為了阻止地球人知道他們的行蹤，於是派來了一千多人到地球。

### 人性回到原點
當這人告訴衛斯理這一切後，突然與他請來的友人拉攏衛斯理，要求他與參與政變。認為自己這一方能使同胞們過得更好，要求衛斯理協助他們。聽到這句熟悉的話，衛斯理感到痛苦，沒有協助他們，反而開槍將他們通通殺掉。故事最後，在衛斯理返回地球後，他得知土星環當局認定派人到地球，只會使他們土星環的人的心靈被污染，故終止這個星際遷移計劃，那個連接地球及土星環的住宅，也因火災被銷毀。

## 漫畫
- 香港漫畫家利志達於1984年發表了衛斯理《星環》上、下集漫畫
  - 出版社：香港斯辰出版社

## 廣播劇
- 香港電台於1971年7月19日至8月3日，逢星期一至五晚上十一時〈風虎雲龍集〉時段，以粵語首播《衛斯理探案之環》廣播劇，合共10集。[13]
  - 播音
    - 鍾偉明 飾演 衛斯理

- 香港商業電台以粵語於1987年星期一至五，每日下午三時正首播《星環》廣播劇，合共7集。為商台衛斯理廣播劇系列第廿一個故事。
  - 監製：金貴
  - 改編：唐寧
  - 配音
    - 朱子聰 飾演 衛斯理
    - 錢佩卿 飾演 白素
    - 盧雄 　飾演 傑克上校
    - 朱雪梅 飾演 姓雷的陌生女子
    - 甄錦華 飾演 王主任
    - 陳永信 飾演 阿發（小偷）
    - 陳慕賢 飾演 女孩子
    - 陳森 　飾演 仵工/土星環人
    - 金貴 　飾演 電話男聲/攔住衛斯理車子的神秘男子/土星環人
    - 陳永信 飾演 土星環人
    - 吳忠泰 飾演 警官(第1集)/的士司機/殮房管理員(第3集)
    - 何錦榮 飾演 侍者(第1集)/洋房看門人(第6集)

## 資料來源
1. ↑  .   [2012-02-20]. （原始内容存档于2012-04-05）.
2. ↑  鬼子 – 星環 – 第一部 – P.110-111
3. ↑  鬼子 – 星環 – 第一部 – P.124
4. ↑  鬼子 – 星環 – 第二部 – P.126
5. ↑  鬼子 – 星環 – 第二部 – P.140-142
6. ↑  鬼子 – 星環 – 第二部 – P.159
7. ↑  鬼子 – 星環 – 第三部 – P.154-156
8. ↑  鬼子 – 星環 – 第二部 – P.165
9. ↑  鬼子 – 星環 – 第五部 – P.185-187
10. ↑  鬼子 – 星環 – 第六部 – P.210
11. ↑  鬼子 – 星環 – 第六部 – P.213-222
12. ↑  鬼子 – 星環 – 第七部 – P.223-231
13. ↑  1971年7月16日(星期五)，香港《華僑日報》，第七張；第一頁：電台一週

| 前任者： 032 紅月亮 | 衛斯理系列（按編號） 033 （包括鬼子）                   | 繼任者： 034 新年、創造 |
| 前任者： 風水       | 衛斯理系列（按連載時序） 1970年10月30日至1970年12月27日 | 繼任者： 聚寶盆         |